# Павловскаја
Павловскаја (рус. Павловская) насељено је место руралног типа (станица) на југозападу европског дела Руске Федерације. Налази се на северу Краснодарске покрајине и административно припада њеном Криловском рејону чији је уједно и административни центар.
Према статистичким подацима Националне статистичке службе Русије за 2010. у насељу је живело 31.327 становника и једно је од највећих сеоских насеља у Русији.

## Географија
Станица Павловскаја се налази у северном делу Краснодарског краја, односно у самом централном делу припадајућег му Павловског рејона. Лежи у ниској степи Кубањско-приазовске низије, на обали реке Сосике. Село се налази на надморској висини од 39 метара.
Лежи на половини пута између Краснодара и Ростова на Дону, удаљен око 140 километара од оба града. Кроз село пролази национални аутопут „Дон”, а на том подручју одваја се и крак аутопута „Кавказ”.

## Историја
Садашње насеље под именом Павловско основали су донски Козаци 1822. године. Садашње име и статус станице има од 1842. године.

## Демографија
Према подацима са пописа становништва 2010. у селу је живело 31.327 становника.
| 1939. | 1959. | 1970. | 1979. | 1989.  | 2002.  | 2010.  |
| ----- | ----- | ----- | ----- | ------ | ------ | ------ |
| —     | —     | —     | —     | 28.744 | 30.736 | 31.327 |